# Parque Nacional Lagunas de Chacahua
Parque Nacional Lagunas de Chacahua är en nationalpark i Mexiko.   Den ligger i delstaten Oaxaca, i den sydöstra delen av landet, 400 km söder om huvudstaden Mexico City. Parque Nacional Lagunas de Chacahua ligger 6 meter över havet.